# Shahar Tibi
Shahar Tibi –en hebreo, שחר טיבי– (Eilat, 26 de octubre de 1997) es una deportista israelí que compite en vela en las clases 470 e iQFoil.
Ganó una medalla de oro en el Campeonato Mundial de IQFoil de 2023. Participó en los Juegos Olímpicos de Tokio 2020, ocupando el octavo lugar en la clase 470.

## Palmarés internacional
| \| Campeonato Mundial \| Campeonato Mundial \| Campeonato Mundial \| Campeonato Mundial \| \| Año \| Lugar \| Medalla \| Clase \| \| ------------------ \| ---------------------- \| ------------------ \| ------------------ \| \| 2023 \| La Haya (Países Bajos) \| Medalla de oro \| iQFoil \| |                        |                |        |
| Campeonato Mundial |                        |                |        |
| Año | Lugar                  | Medalla        | Clase  |
| 2023 | La Haya (Países Bajos) | Medalla de oro | iQFoil |